# الدخلة (النادرة)

تعديل مصدري - تعديل

الدخلة محلة تابعة لقرية شعب المريسي، التابعة لعزلة شعب المريسي بمديرية النادرة إحدى مديريات محافظة إب في الجمهورية اليمنية، بلغ تعداد سكانها 67 حسب تعداد اليمن لعام 2004.